# 晴れのち晴れブラボーな日曜日
『晴れのち晴れブラボーな日曜日』は、秋田放送のラジオ番組。2005年9月25日まで放送された。タイトルはブラボー中谷が由来であるが、中谷はレギュラー出演ではなく、出演機会は決して多くはなかった。メインパーソナリティはZEN、後に宇奈月満。

## コーナー
- 宇奈月満のよろず小噺 -（ブラボー中谷が出演時は、「ブラボー中谷の日本列島あっちこっち」というコーナーがある）
- 三時のおやつのコーナー
- 特集のコーナー - 特定の歌手に焦点をあてて、なつかしい曲のリクエストを募っている。